# Cementita

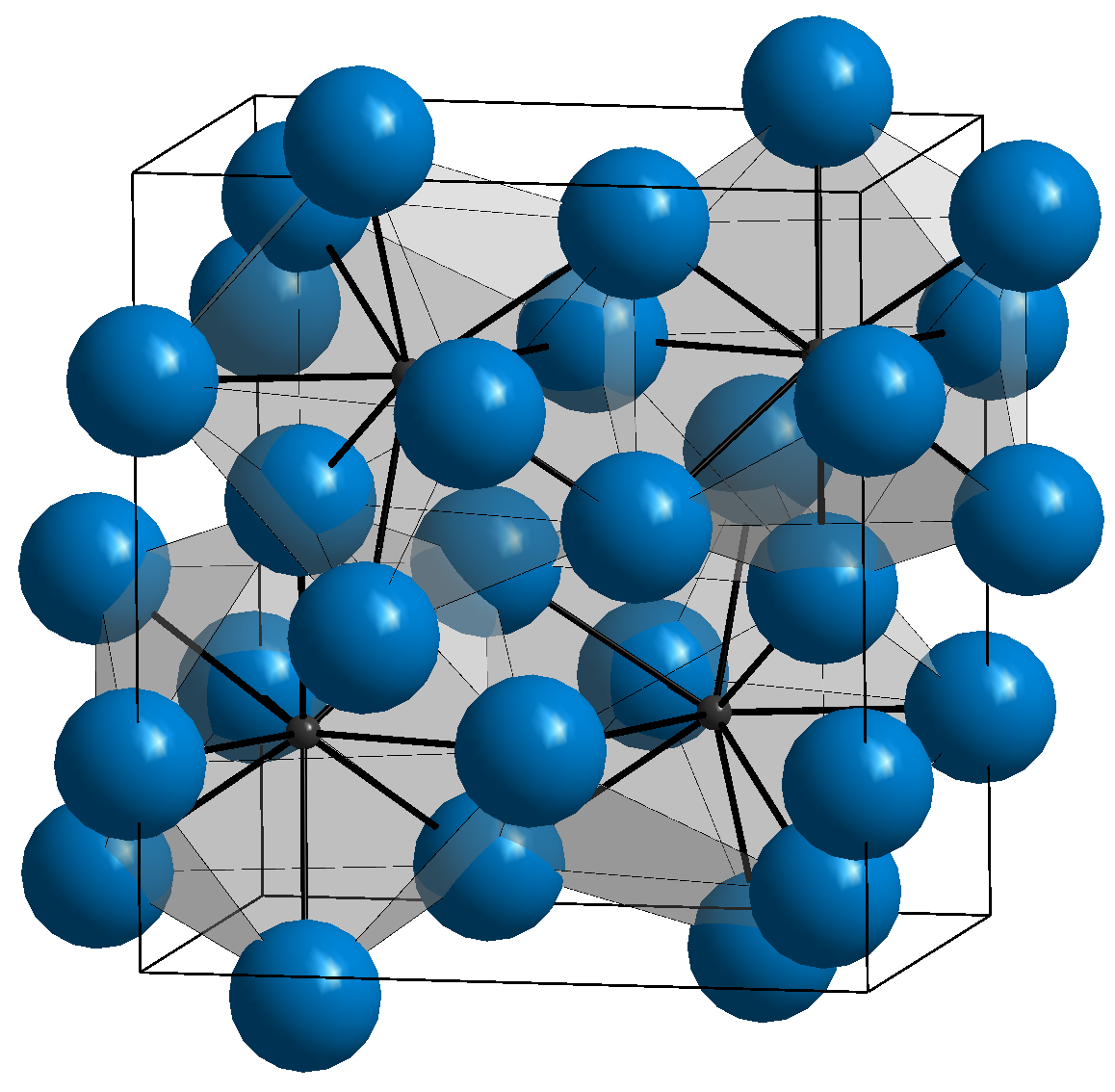
Estructura de la cementita

La cementita o carburo de hierro es un constituyente de los aceros y otras aleaciones férreas, como las fundiciones blancas, que aparece cuando el enfriamiento de la aleación sigue el diagrama metaestable Fe-Fe3C en vez de seguir el diagrama estable hierro-grafito. La cementita contiene un 6,67% de carbono, y es un compuesto intermetálico de inserción. Si bien la composición química de la cementita es Fe3C, la estructura cristalina es del tipo ortorrómbica con 12 átomos de hierro y 4 átomos de carbono por celda.

## Propiedades físicas
La cementita es muy dura, de hecho es el constituyente más duro de los aceros al carbono, con una dureza de 68 HRc. La cementita destaca por ser un constituyente frágil, con alargamiento nulo y muy poca resiliencia. Su temperatura de fusión es de 1227 °C. Como la cementita es muy dura y frágil, no es posible utilizarla para operaciones de laminado o forja debido a su dificultad para ajustarse a las concentraciones de esfuerzos.
Todas las aleaciones Fe-C que solidifican según el diagrama metaestable, entre ellas todos los aceros, tienen como únicas fases ferrita y cementita en estado de recocido. La cementita puede aparecer como microconstituyente, o junto a la ferrita formando un microconstituyente distinto a la ferrita o a la cementita llamado perlita.

## Observación al microscopio
Existen diferentes formas de observar la cementita de una aleación en un microscopio de reflexión. Los reactivos más utilizados son el picrato sódico alcalino en caliente y el NITAL-3. El primero obscurece completamente a la cementita, mientras que el segundo solo ataca al borde de grano de la cementita dejando el núcleo blanco.
Se trata de una fase soluble en estado sólido que puede hacerse desaparecer mediante un tratamiento térmico adecuado (recocido de grafitización).